# Sternik jachtowy

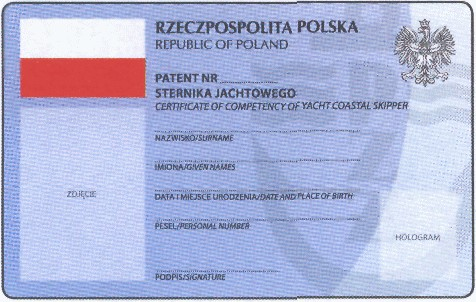
awers patentu sternika jachtowego

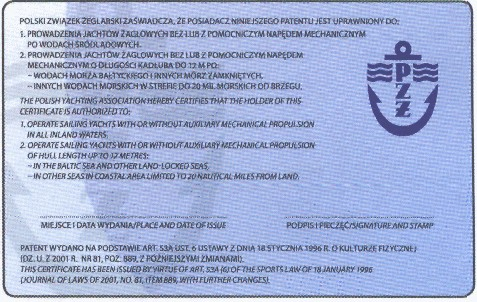
rewers patentu sternika jachtowego

Sternik jachtowy – w latach 1969-2012 drugi w kolejności stopień żeglarski.

## Wymagania
- ukończenie 18. roku życia,
- ukończenie szkolenia,
- odbycie co najmniej 2 rejsów po wodach morskich o łącznym czasie co najmniej 200 godzin żeglugi,
- zdanie egzaminu na stopień sternika jachtowego.

## Uprawnienia
- prowadzenie jachtów żaglowych bez lub z pomocniczym napędem mechanicznym po wodach śródlądowych;
- prowadzenie jachtów żaglowych bez lub z pomocniczym napędem mechanicznym o długości kadłuba do 18 m po wodach Morza Bałtyckiego i innych mórz zamkniętych;
- prowadzenie jachtów żaglowych bez lub z pomocniczym napędem mechanicznym o długości kadłuba do 18 m po innych wodach morskich w strefie do 20 mil morskich od brzegu.